# نيلز أندرسن
نيلز أندرسن (بالدنماركية: Niels Andersen)‏ هو ممثل دانمركي، ولد في 7 أغسطس 1942.

## وصلات خارجية
- نيلز أندرسن على موقع IMDb (الإنجليزية)
- نيلز أندرسن على موقع قاعدة بيانات الأفلام السويدية (السويدية)
- نيلز أندرسن على موقع قاعدة بيانات الفيلم (الإنجليزية)
- نيلز أندرسن على موقع كينوبويسك (الروسية)